# Tour de Drenthe 2018
La 56.ª edición de la clásica ciclista Tour de Drenthe (llamado oficialmente: Ronde van Drenthe), fue una carrera en los Países Bajos que se celebró el 11 de marzo de 2018 sobre un recorrido de 141,7 kilómetros con inicio y final en la ciudad de Dwingeloo.
La carrera forma parte del UCI Europe Tour 2018, dentro de la categoría 1.HC.
La carrera fue ganada por el corredor checo František Sisr del equipo CCC Sprandi Polkowice, en segundo lugar Dries De Bondt (Vérandas Willems-Crelan) y en tercer lugar Preben Van Hecke (Sport Vlaanderen-Baloise).

## Equipos participantes
Tomaron parte en la carrera 25 equipos: 1 de categoría UCI WorldTeam; 13 de categoría Profesional Continental; 9 de categoría Continental y la selección nacional de Italia. Formando así un pelotón de 175 ciclistas de los que acabaron 102. Los equipos participantes fueron:
| WorldTeam- Lotto Soudal Equipos continentales profesionales (13)- Vérandas Willems-Crelan - WB-Aqua Protect-Veranclassic - Aqua Blue Sport - Israel Cycling Academy - UnitedHealthcare - Roompot-Nederlandse Loterij - CCC Sprandi Polkowice - Fortuneo-Samsic - Vital Concept - Sport Vlaanderen-Baloise - Cofidis, Solutions Crédits - Gazprom-RusVelo - Wanty-Groupe Gobert Equipos continentales (8)- BEAT Cycling Club - SEG Racing Academy - Metec-TKH-Mantel - Delta Cycling Rotterdam - Destil-Parkhotel Valkenburg - Riwal CeramicSpeed - Monkey Town Continental - Vlasman Track/Road Continental Equipo nacional- Países Bajos |
| |

## Clasificación final
- Las clasificaciones finalizaron de la siguiente forma:[4]

| \| Clasificación general \| Clasificación general \| Clasificación general \| Clasificación general \| Clasificación general \| \| Ciclista \| Ciclista \| Equipo \| Tiempo \| \| \| --------------------- \| --------------------- \| --------------------------- \| --------------------- \| --------------------- \| \| 1.º \| František Sisr \| CCC Sprandi Polkowice \| 4 h 36 min 28 s \| \| \| 2.º \| Dries De Bondt \| Verandas Willems-Crelan \| + 0 s \| \| \| 3.º \| Preben Van Hecke \| Sport Vlaanderen-Baloise \| + 0 s \| \| \| 4.º \| Zakkari Dempster \| Israel Cycling Academy \| + 0 s \| \| \| 5.º \| Wesley Kreder \| Wanty-Groupe Gobert \| + 0 s \| \| \| 6.º \| Rick Ottema \| Alecto \| + 0 s \| \| \| 7.º \| Floris Gerts \| Roompot-Nederlandse Loterij \| + 0 s \| \| \| 8.º \| Joey van Rhee \| Monkey Town Continental \| + 3 s \| \| \| 9.º \| Johan Le Bon \| Vital Concept \| + 3 s \| \| \| 10.º \| Jasper Bovenhuis \| Vlasman CT \| + 3 s \| \| |                  |                             |                 |
| |                  |                             |                 |
| Fuente: ProCyclingStats |                  |                             |                 |
| Clasificación general |                  |                             |                 |
| Ciclista | Ciclista         | Equipo                      | Tiempo          |
| 1.º | František Sisr   | CCC Sprandi Polkowice       | 4 h 36 min 28 s |
| 2.º | Dries De Bondt   | Verandas Willems-Crelan     | + 0 s           |
| 3.º | Preben Van Hecke | Sport Vlaanderen-Baloise    | + 0 s           |
| 4.º | Zakkari Dempster | Israel Cycling Academy      | + 0 s           |
| 5.º | Wesley Kreder    | Wanty-Groupe Gobert         | + 0 s           |
| 6.º | Rick Ottema      | Alecto                      | + 0 s           |
| 7.º | Floris Gerts     | Roompot-Nederlandse Loterij | + 0 s           |
| 8.º | Joey van Rhee    | Monkey Town Continental     | + 3 s           |
| 9.º | Johan Le Bon     | Vital Concept               | + 3 s           |
| 10.º | Jasper Bovenhuis | Vlasman CT                  | + 3 s           |

## UCI World Ranking
El Tour de Drenthe otorga puntos para el UCI Europe Tour 2018 y el UCI World Ranking, este último para corredores de los equipos en las categorías UCI WorldTeam, Profesional Continental y Equipos Continentales. Las siguientes tablan muestran el baremo de puntuación y los 10 corredores que obtuvieron más puntos:
| Posición              | 1.ª | 2.ª | 3.ª | 4.ª | 5.ª | 6.ª | 7.ª | 8.ª | 9.ª | 10.ª | 11.ª | 12.ª | 13.ª | 14.ª | 15.ª | 16.ª-29.ª | 31.ª-40.ª |
| Clasificación general | 200 | 150 | 125 | 100 | 85  | 70  | 60  | 50  | 40  | 35   | 30   | 25   | 20   | 15   | 10   | 5         | 3         |

| 1.º  | František Sisr   | CCC Sprandi Polkowice          | 200 |
| 2.º  | Dries De Bondt   | Vérandas Willems-Crelan        | 150 |
| 3.º  | Preben Van Hecke | Sport Vlaanderen-Baloise       | 125 |
| 4.º  | Zakkari Dempster | Israel Cycling Academy         | 100 |
| 5.º  | Wesley Kreder    | Wanty-Groupe Gobert            | 85  |
| 6.º  | Rick Ottema      | Alecto                         | 70  |
| 7.º  | Floris Gerts     | Roompot-Nederlandse Loterij    | 60  |
| 8.º  | Joey van Rhee    | Monkey Town Continental        | 50  |
| 9.º  | Johan Le Bon     | Vital Concept                  | 40  |
| 10.º | Jasper Bovenhuis | Vlasman Track/Road Continental | 35  |